# Menfi
Menfi est une commune italienne de la province d'Agrigente, dans la région de Sicile.

## Histoire
Menfi est victime du séisme de janvier 1968 dans la vallée du Belice.

## Économie
La coopérative vinicole Settesoli regroupe en 2006 23 000 associés et 6 500 hectares de terre, pour une production annuelle de 20 millions de bouteilles. 

## Administration
| Période                                  | Période   | Identité         | Étiquette     | Qualité |
| ---------------------------------------- | --------- | ---------------- | ------------- | ------- |
| mai 2003                                 | juin 2008 | Nino Buscemi     | SDI           |         |
| juillet 2008                             | juin 2013 | Michele Botta    | centre droit  |         |
| juin 2013                                | juin 2018 | Vincenzo Lotà    | centre gauche |         |
| juin 2018                                |           | Marilena Mauceri | liste civique |         |
| Les données manquantes sont à compléter. |           |                  |               |         |

### Communes limitrophes
Castelvetrano, Montevago, Sambuca di Sicilia, Santa Margherita di Belice, Sciacca